# Valeria Ciangottini
Valeria Ciangottini (* 5. August 1945 in Rom) ist eine italienische Schauspielerin.

## Leben
Nachdem Ciangottini von Federico Fellini vor ihrer Schule entdeckt worden und in seinem Das süße Leben als 14-Jährige eingesetzt worden war, blieb sie für Jahre die Personifikation des natürlichen, wohlerzogenen, braven „Mädchens von heute“. Dem Stereotyp dieser Rolle konnte sie die ganze Karriere lang nicht entkommen, auch wenn sie von Polizeifilmen bis zu parodistischen Filmen verschiedene Genres ausprobierte. Dabei spielte sie auf der Bühne, für das Fernsehen und weiterhin für die Leinwand und engagierte sich für Kinderprogramme der RAI, die sie oftmals präsentierte, wie I giacobini (1961) von Federico Zardi unter Edmo Fenoglio, aber auch Arbeiten wie Giuseppe Verdi (1963/1964) von Mario Ferrero, in dem sie Margherita Barezzi darstellte, Mastro di Gesualdo (1964) in der Regie von Giacomo Vaccari oder La pietra di luna (1972, Anton Giulio Majano). Weitere bemerkenswerte Fernsehauftritte gelangen Ciangottini in Anna Karenina (1974, Sandro Bolchi), Racconti di fantascienza (1979, Alessandro Blasetti), L'assedio (1980, Silvio Maestranzi) oder Il passo falso (1983, Paolo Poeti). Auch in einigen Fernsehserien spielte sie mit. Ihre Bühnenpräsenz war geprägt von Auftritten in Klassikern.
Mit längeren Pausen (1988–1993, 2006–2015) ist Ciangottini bis in die Gegenwart in Rollen auf dem Bildschirm (und selten im Kino) zu sehen.
Ciangottini war seit 1974 mit dem Journalisten Valerio Ricci (1943–2016) verheiratet.

## Filmografie (Auswahl)
- 1960: Das süße Leben (La dolce vita)
- 1960: Wenn das Leben lockt (La giornata balorda)
- 1961: Hochwürden Don Camillo (Don Camillo monsignore… ma non troppo)
- 1962: I giacobini (Fernseh-Miniserie)
- 1962: Tagebuch eines Sünders (Cronaca familiare)
- 1963: Giuseppe Verdi (Fernseh-Miniserie)
- 1963: Laster und Tugend (Le vice et la vertu)
- 1964: Mädchen, die sich verkaufen (L'Amour à la chaîne)
- 1965: Geheimauftrag CIA – Istanbul 777 (Coplan FX casse tout)
- 1966: Irren ist tödlich (Per qualche dollari in meno)
- 1967: Eine Handvoll Helden
- 1968: Tödliches Erbe (Omicidio per vocazione)
- 1968: Caroline Chérie (Schön wie die Sünde) (Caroline Chérie)
- 1971: Fegefeuer
- 1974: Anna Karenina (Fernseh-Miniserie)
- 1980: L’ultimo spettacolo di Nora Helmer (Fernsehfilm)
- 1983: Il passo falso (Fernsehfilm)
- 1993–1996: Junge Liebe (I ragazzi del muretto) (Fernsehserie)
- 2000: Giornalisti (Fernsehfilm)
- 2016: Cronaca di una passione